# Mann und Frau (Skulptur)

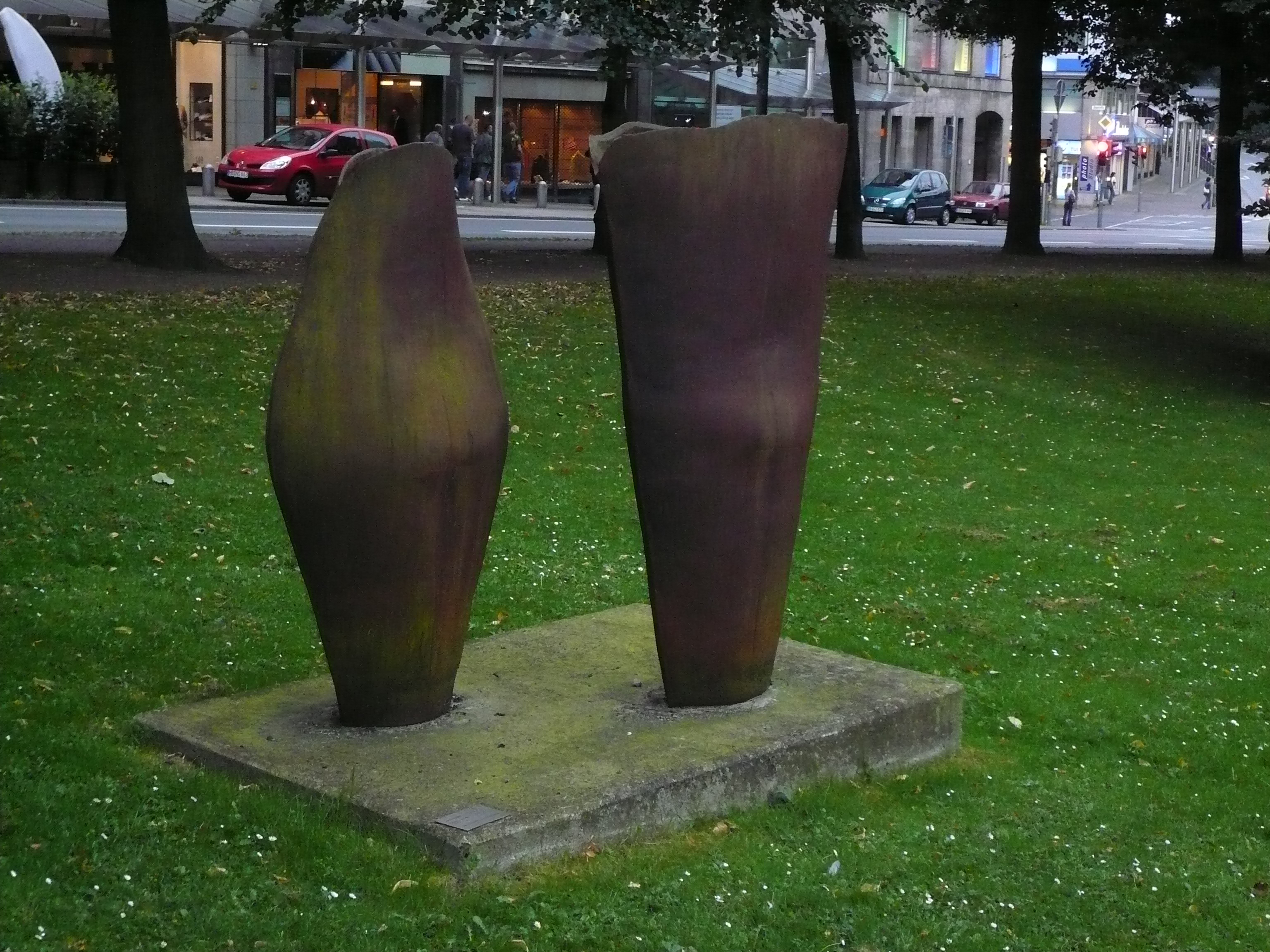
Mann und Frau

Die Skulptur Mann und Frau in Bremen–Mitte in den Bremer Wallanlagen in der Nähe zum Herdentor wird in der Liste der Denkmale und Standbilder der Stadt Bremen geführt. 
Die Plastik von 1992 aus Gusseisen auf einem Betonsockel stammt von der Bildhauerin Christa Baumgärtel. Die Künstlerin, so die Kulturbehörde, hat die Figuren „bei ‚Mann und Frau‘ soweit auf ihre Grundform reduziert und abstrahiert, dass sie zu allgemeingültigen Zeichen für die beiden Geschlechter werden. Die Figuren wirken auch aufgrund des Eisenmaterials wie archaische Symbole“. Die Skulpturen standen zunächst auf dem Rathausplatz beim Rathaus Hemelingen im Stadtteil Hemelingen. Bei der Aktion Moving the City wurden die Figuren 2003 in die Wallanlagen umgesetzt.

Von Baumgärtel (* 1947) stammen in Bremen noch u. a. eine Bronzebüste von Wilhelm Kaisen vor dem Ortsamt Borgfeld (1985), das Denkmal für Mudder Cordes in der Knochenhauerstraße (1987), der Vegesacker Wal-Kiefer (1980 oder 1987), das Gräfin-Emma-Denkmal (2009) in Burglesum und das Kaisen-Denkmal (2012) im Kastanienwäldchen Am Wall / Herdentor.